# Maciej Jan Meyer

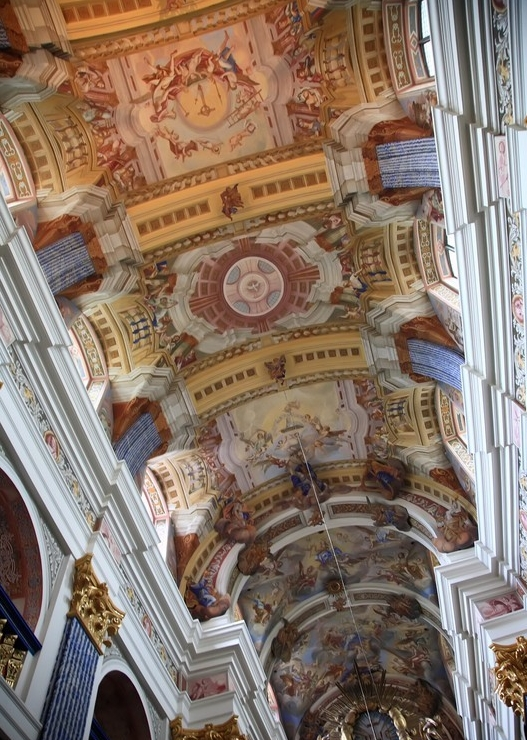
Freski na sklepieniu nawy głównej bazyliki w Świętej Lipce

Maciej Jan Meyer, niem. Matthias Johann Meyer (zm. w lipcu lub sierpniu 1737 w Świętej Lipce) – warmiński malarz, który jako pierwszy w Rzeczypospolitej zastosował kwadraturę w dekoracji sklepień kościoła w Świętej Lipce (1722–1727).

## Życiorys
Urodził się i kształcił w Lidzbarku Warmińskim. Po podjęciu prac związanych z ozdobieniem sklepienia prezbiterium kościoła w Kraszewie koło Lidzbarka został zauważony przez biskupa warmińskiego Teodora Potockiego. Dzięki wsparciu biskupa Teodora Potockiego kształcił się we Włoszech. Tam Meyer nauczył się malarstwa techniką freskową. Po powrocie dokończył rozpoczętą pracę w Kraszewie. Meyer wykonał freski w sanktuarium w Świętej Lipce. Dzieło swoje zaczął od pomalowania zakrystii północnej kościoła. 
Był przedstawicielem malarstwa iluzjonistycznego ściśle współgrającego z architekturą. W dekoracji sklepienia prezbiterium i nawy głównej użył motywu fikcyjnej architektury i wprowadził panoramiczną dekorację, nazywaną figuralną. Wśród malowideł, w samym rogu nad organami Meyer umieścił swój autoportret w niebieskiej kamizelce, z zawiniętymi rękawami i pędzlem w ręce. Autoportret malarza jest też umieszczony w prawym dolnym rogu obrazu Chrystus nauczający w świątyni.
Wykonał dekorację kaplicy św. Brunona w Wozławkach koło Bisztynka. Do malowania czaszy, kopuły i ścian w kaplicy św. Brunona Meyer przystąpił w roku 1727 na zlecenie ówczesnego proboszcza Wozławek hrabiego Gotfryda Henryka zu Eulenburga z Galin.
W katedrze we Fromborku wykonał malowidła w kaplicy Salwatora (Zbawiciela) (1735), zwanej Kaplicą Szembeka. Nad wejściem do tej kaplicy Meyer pozostawił swoją sygnaturę.
Malował (1735) także projektowaną przez Pompeo Ferrariego kaplicę grobową swego mecenasa, wówczas już prymasa Polski Teodora Potockiego w katedrze w Gnieźnie.
Meyer malował także obrazy ołtarzowe i portrety olejne. Jednym z nielicznych zachowanych do dziś jest obraz z roku 1720 Św. Joachim z Marią. Obraz znajduje się w Muzeum Warmii i Mazur w Olsztynie.
Ostatnimi pracami Meyera z lat 1733–1737 były malowidła na sklepieniu i ścianach w północnej części krużganka kościoła w Świętej Lipce. Są to najbardziej dojrzałe ale już niedokończone malowidła malarza. W lipcu 1737, gdy Meyer na sklepieniu krużganka malował leżąc na rusztowaniu obraz anioła walczącego z diabłem zdarzył się nieszczęśliwy wypadek – Meyer spadł z rusztowania. Po kilku dniach zmarł. Pochowany został z trzema pędzlami w prawej dłoni, w krypcie pod kościołem w Świętej Lipce.
Twórczość Macieja Jana Meyera nie ograniczała się jedynie do terenu diecezji warmińskiej. Jego nazwisko jest zaliczane w poczet indywidualności artystycznych I Rzeczypospolitej I poł. XVIII w.